# Scaeva penai
Scaeva penai är en tvåvingeart som beskrevs av Louis Jan Josef Marnef 1985. 
Scaeva penai ingår i släktet glasvingeblomflugor och familjen blomflugor. Inga underarter finns listade i Catalogue of Life.